# Баш-Байбаково
Баш-Байбако́во (баш. Баш-Байбаҡ) — деревня в Мишкинском районе Республики Башкортостан Российской Федерации. Входит в состав Урьядинского сельсовета. 

## География

### Географическое положение
Расстояние до:
- районного центра (Мишкино): 14 км,
- центра сельсовета (Урьяды): 3 км,
- ближайшей ж/д станции (Загородная): 137 км.

## Население
| 2002 | 2009 | 2010 |
| ---- | ---- | ---- |
| 49   | ↘46  | ↗58  |

Национальный состав
Согласно переписи 2002 года, преобладающие национальности — татары (59 %), башкиры (33 %).